# Tucha Range
Tucha Range är ett berg i Kanada.   Det ligger i provinsen British Columbia, i den centrala delen av landet, 3 600 km väster om huvudstaden Ottawa. Toppen på Tucha Range är 1 601 meter över havet.
Terrängen runt Tucha Range är bergig österut, men västerut är den kuperad. Trakten runt Tucha Range är nära nog obefolkad, med mindre än två invånare per kvadratkilometer.. Det finns inga samhällen i närheten.
Omgivningarna runt Tucha Range är i huvudsak ett öppet busklandskap.